# 18278 Drymas
18278 Drymas (4035 T-3) là một thiên thể Troia của Sao Mộc.